# Stenoma menestella
Stenoma menestella es una especie de polilla del género Stenoma, orden Lepidoptera.
Fue descrita científicamente por Walsingham en 1913.

## Distribución
Habita en el continente de América.